# Old Tunes Vol. 2
Old Tunes Vol. 2  — неофіційна збірка шотландського електронного дуету Boards of Canada, випущена у 1996 (див. 1996 в музиці) обмеженим касетним тиражем, продовження збірки A Few Old Tunes, також відомої як Old Tunes Vol. 1. Попри те, що ця збірка не розповсюджувалася офіційно, запис з аудіокасети доступний у мережі інтернет. Назву збірки можна перекласти з англійської як «старі пісеньки, частина 2».
Як і решта інших ранніх альбомів гурту, збірка Old Tunes Vol. 2 була власноруч записана учасниками гурту на касети, і розповсюджувався лише серед друзів та родичів гурту.
Як і з A Few Old Tunes, наявна інформація про збірку дуже обмежена; відомо, що мукзика на касеті була записана «з 1985 по 1996 рік», про що стверджує напис на обкладинці касети. Список композицій являє собою скоріше збірку, ніж окремий альбом, на відміну від ранніх касет гурту з меншою кількістю композицій (жодна з яких, втім, не опинялася у широкому доступі). Композиції з Old Tunes Vol. 2 були записані до Boc Maxima, попри те, що обидві касети вийшли у 1996.
Попри те, що 2005 року представник гурту заявляв у інтернеті про плани випустити бокс-сет з ранніми записами, станом на 2024 рік, бокс-сет не вийшов, подальші плани гурту стосовно раннього матеріалу невідомі, і Old Tunes Vol. 2 досі доступна виключно неофіційно у мережі інтернет (наприклад, на YouTube або Internet Archive).

## Список композицій
Сторона A:
1. «We've Started Up» — 5:39
2. «Jimbo Rehearsing» — 0:35
3. «Staircase Whip» — 2:14
4. «Statue Of Liberty» — 1:52
5. «Dave (I'm A Real Traditionalist)» — 1:50
6. «Peace-Tony-Devil» — 0:18
7. «To The Wind» — 2:30
8. «Iraq Says» — 0:38
9. «Nine-Rubber Wisdom» — 1:20
10. «On A Rolling Sea» — 1:34
11. «Iced Cooly Beatnik» — 0:36
12. «David Came To Mahana'im» — 4:39
13. «Sir Prancelot Brainfire» — 2:51
14. «North Sea Arbeit» — 1:12
15. «Mushyz» — 0:35
16. «Heysanna Hosanna» — 0:59
17. «Fly In The Pool» — 0:51
18. «Mukinabaht» — 5:05
19. «It's A Whole 'Nother Year» — 2:00

Сторона B:
1. «Kiteracer 2» — 2:29
2. «Bmx Track» — 5:05
3. «Hiscores» — 3:38
4. «Geometric Piss» — 0:51
5. «Zander Two» — 3:59
6. «Magic Teens» — 3:00
7. «Apparatus» — 0:33
8. «Music For Pylons» — 1:12
9. «Alpha Rainbow» — 1:12
10. «Northern Plastics» — 1:55
11. «Buckie High» — 5:16
12. «I Love My New Shears» — 3:11
13. «Solarium» — 0:22
14. «Breaking Nehushtan» — 2:41
15. «Orange Hexagon Sun» — 2:22
16. «Lick» — 2:39
17. «Powerline Misfortune» — 1:15